# تاج ناپلئون
ناپلئون بناپارت نخستین امپراتور تاریخ فرانسه در جریان تاج‌گذاری خود در دوم دسامبر سال ۱۸۰۴ میلادی تاجی بر سر گذاشت که امروزه با نام تاج ناپلئون معروف است. ناپلئون خود اما این تاج را تاج شارلمانی نامید. با این که تاج شارلمانی و بسیاری دیگر از جواهرات سلطنتی فرانسه در جریان انقلاب این کشور از میان رفته بودند اما ناپلئون با هدف دادن مشروعیت به خود به عنوان جانشین شارلمانی پادشاه بزرگ فرانک‌ها، پادشاه ایتالیا و امپراتور مقدس روم چنین نام‌گذاری را انجام داد. ناپلئون همزمان از تاج برگ زرینی نیز استفاده کرد تا خود را در هیبت امپراتور روم نشان دهد. وی پس از گذاشتن تاج بر سر خود آن را به سر همسرش ژوزفین بوهارنه نزدیک کرد و او را امپراتریس نامید اما از گذاشتن تاج بر سر ژوزفین خودداری کرد.
پس از سقوط حکومت ناپلئون هیچکدام از پادشاهان بعدی فرانسه از جمله برادرزاده او ناپلئون سوم حاضر به استفاده از تاج وی نشدند.
تاج ناپلئون امروزه در موزه لوور پاریس قرار دارد و گفته می‌شود تمام سنگ‌های قیمتی آن خارج شده و با شیشه‌های رنگی جایگزین شده‌است.

## نگارخانه

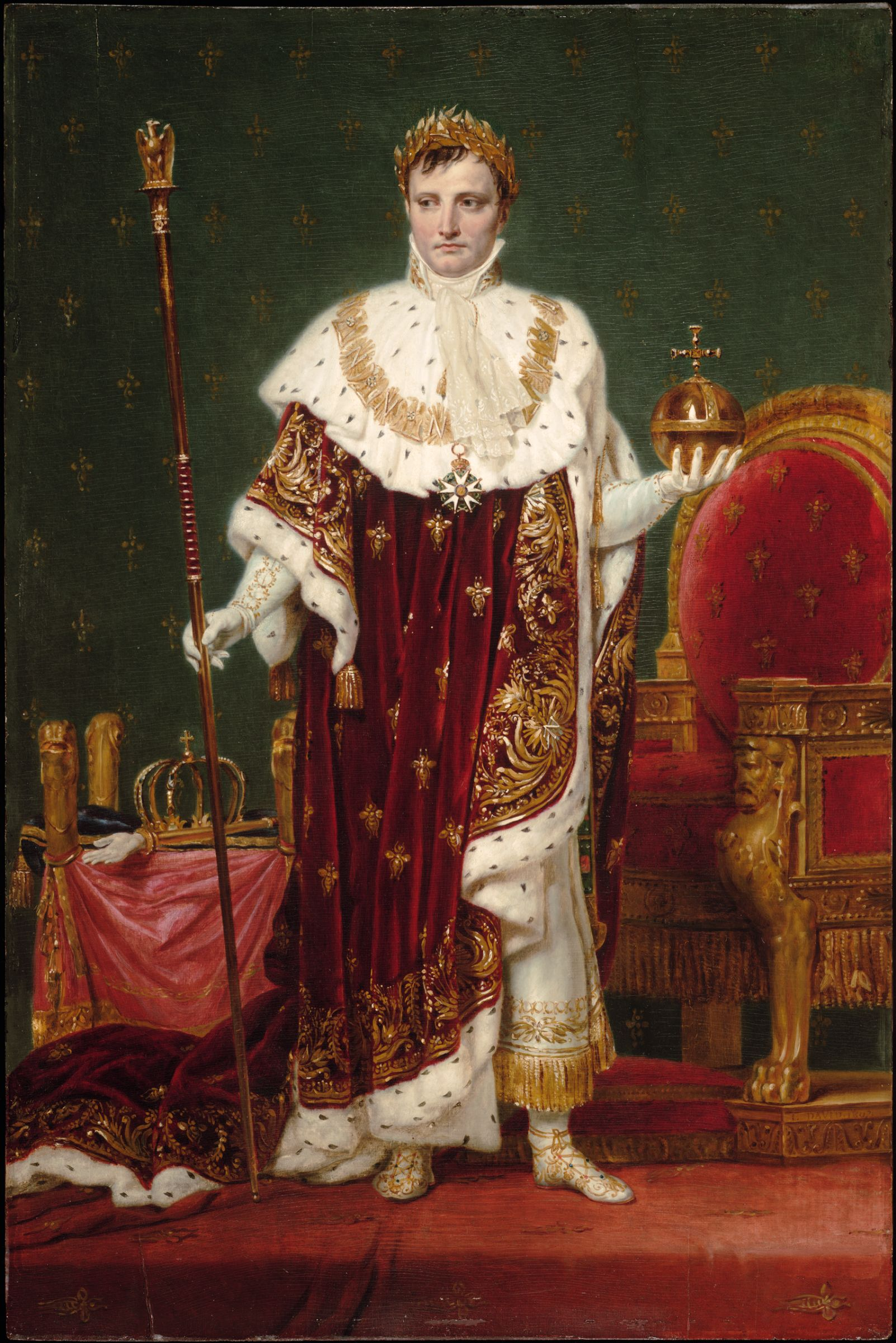
چهره‌نگاری ناپلئون اثر ژاک-لویی داوید در حالی که او حمایل سلطنت از جمله عصای سلطنتی و تاج برگ زرین را با خود دارد؛ تاج اصلی ناپلئون در گوشه نگاره قابل مشاهده است.